# Geyer
Geyer er en lille by med omkring 4.000 indbyggere, som efter Kreisreformen i 2008 er en del af Erzgebirgskreis i den tyske delstat Sachsen. Førhen var den en del af den daværende Landkreis Annaberg. Den ligger 8 km nordvest for Annaberg-Buchholz, og 23 km syd for Chemnitz.
Byen er fuldstændig omgivet af skov , blandt andre Geyersche Wald. Højeste punkt er Geyersche Hochplateau, hvor Fernsehturm Geyer ligger ca. 744 moh.

## Nabokommuner
I nordøst grænser Geyer til Ehrenfriedersdorf, mod sydøst til Tannenberg, mod syd Elterlein, mod vest til Zwönitz og mod nord Hormersdorf.